# АГ-23
АГ-23, «Шахтёр», А-1 — российская и советская подводная лодка проекта Holland-602GF, изготовленная в Канаде и приобретённая для Черноморского флота Российской империи. Была достроена в 1920 году, став первой построенной в СССР подводной лодкой. Входила в состав Морских сил Чёрного моря, Черноморского флота ВМФ СССР, неоднократно переименовывалась. В Великой Отечественной войне участия не приняла, была взорвана в Севастополе, где проходила капитальный ремонт, в 1942 году.

## История строительства

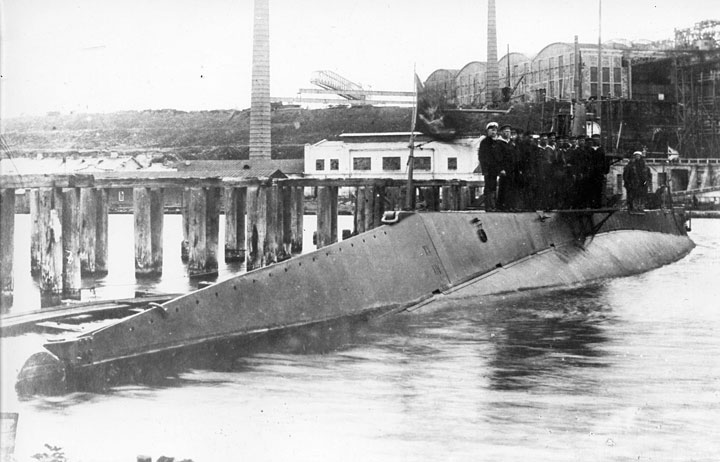
АГ-23 в сентябре 1920 года

Подводная лодка АГ-23 была построена в 1916 году для КВМФ Великобритании по проекту фирмы «Electric Boat» на судоверфи «Barnet Yard» в Ванкувере. 19 сентября (2 октября) 1916 года приобретена АО «Ноблесснер» по заказу Морведа России. В том же году в разобранном виде доставлена морским путём во Владивосток, а оттуда по железной дороге на завод «Наваль» в Николаеве для достройки. Перезаложена 29 апреля (12 мая) 1917 года, и 21 августа (3 сентября) 1917 года зачислена в списки кораблей Черноморского флота. В мае 1918 года всё ещё находилась в достройке на заводе в Николаеве, где была захвачена немецкими оккупационными войсками, немцы не проявили к ней интереса, и в состав их флота она даже формально не входила. В конце мая было признано право Украинской державы на лодку, и недостроенная АГ-23 числилась в составе флота Украинской державы. 14 марта 1919 года лодка была захвачена войсками Красной армии. К июню 1919 года готовность АГ-23 составляла 60-70 %, но в отличие от почти готовой и через месяц введённой в строй АГ-22, лодка продолжала числиться в достройке. 17 августа 1919 года без боя захвачена войсками ВСЮР, формально включена в состав Черноморского флота Белой Добровольческой армии, контролировавшей в тот период Юг России. 30 января 1920 года снова захвачена Красной армией. 1 июня того же года в торжественной обстановке и в присутствии А. В. Луначарского спущена на воду. В процессе спуска АГ-23 остановилась, и для завершения операции пришлось применять плавучий кран. Торжественно заложенная на стапеле в день спуска на воду АГ-23 подводная лодка АГ-24 получила название «имени товарища Луначарского». Вопреки некоторым источникам, АГ-23 в тот день не получила особенного имени, а название «имени товарища Троцкого» было позднее присвоено подводной лодке АГ-25.
Из-за нехватки специалистов, экономии ресурсов и отсутствия достаточных глубин в Южном Буге испытания АГ-23 были проведены не в полном объёме — глубоководные испытания и движение подводным ходом отложили и позже провели в Севастополе, а надводный ход был испытан 13 сентября на мерной миле напротив маяка Дидова хата на южном берегу излучины Буга. 18 сентября 1920 года лодка вошла в строй, 22 сентября на ней был поднят военно-морской флаг.

## История службы

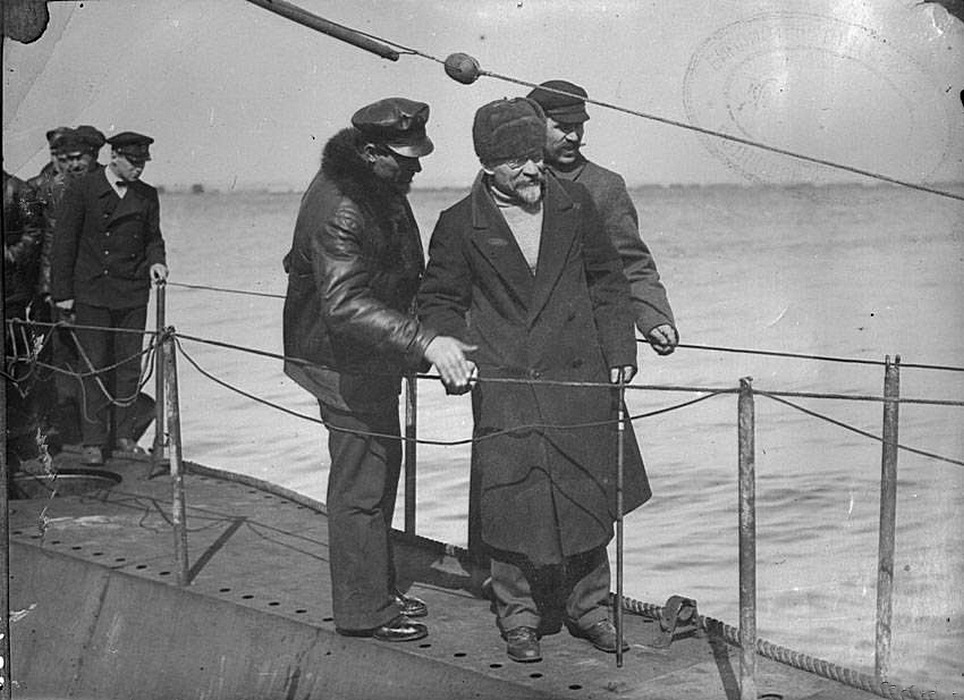
М. И. Калинин на палубе подводной лодки АГ-23

В октябре 1920 года АГ-23 прорвала блокаду Днепро-Бугского лимана флотом Врангеля и перешла из Николаева в Одессу, где её посетил М. И. Калинин. Специально для единственной на тот момент советской лодки на Чёрном море с Балтийского флота были переданы 12 торпед. После их получения АГ-23 в течение месяца совершила пять выходов в море на патрулирование, что, в частности, заставило корабли Белого флота опасаться торпедных атак и снизить интенсивность бомбардировки Очакова. Правительство Великобритании заявило, что лодка представляет угрозу английским кораблям и приказало атаковать её при встрече. 21 октября 1920 года АГ-23 вошла в боевой состав Отдельного дивизиона подводных лодок МСЧМ. 13-18 ноября 1920 года выходила в море с целью перехвата судов и кораблей Русской эскадры, эвакуирующихся из Севастополя. В число этих кораблей входила, в частности, АГ-22. Перехват закончился безрезультатно, и АГ-23 вернулась в Одессу, а позднее перешла в занятый Красной армией Севастополь.
В феврале 1921 года патрулировала берега Крыма и восточного побережья Чёрного моря, 27 февраля безуспешно атаковала французский миноносец у побережья Грузии. В августе 1921 года вместе с АГ-24 совершила учебный морской поход вдоль берегов Крыма и к западу от него, прошла 610 миль. 1 октября 1921 года получила название ПЛ-16, в ноябре совместно с ПЛ-17 сопровождала плавбазу подводных лодок «Георгий» с советской делегацией из Батуми в Турцию.
С июля 1922 года по февраль 1923 года пять раз использовалась для перевозки дипломатов и дипломатической почты на северное побережье Чёрного моря, в воюющую за независимость Турцию. 31 декабря 1922 года переименована в подводную лодку «Незаможный», продолжала нести бортовой номер 16. 25 июля 1923 года переименована в подводную лодку «Шахтёр», в этом же году стала нести бортовой номер 2.
С 1923 по 1927 год «Шахтёр» активно принимал участие в учениях и манёврах Черноморского флота, неоднократно посещал порты Крыма и побережья Кавказа. С 1927 года лодка получила бортовой номер 12. В 1928—1929 годах прошла капитальный ремонт и продолжила находиться в боевом составе и использоваться в учебных целях.

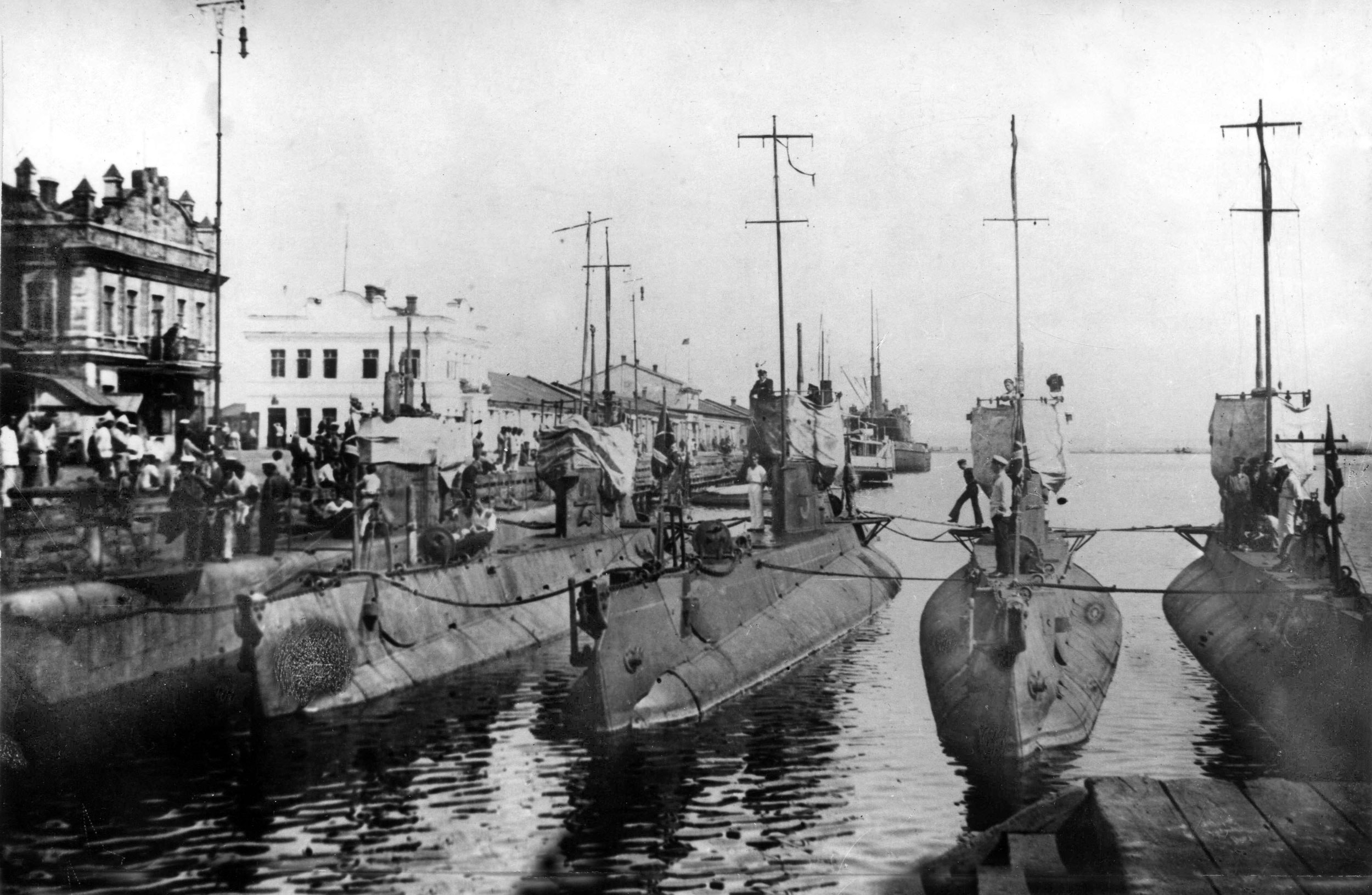
Дивизион подводных лодок в Одессе, 1930—1932 год. «Шахтёр» — второй слева, ещё левее — «Политрук» типа «Морж»

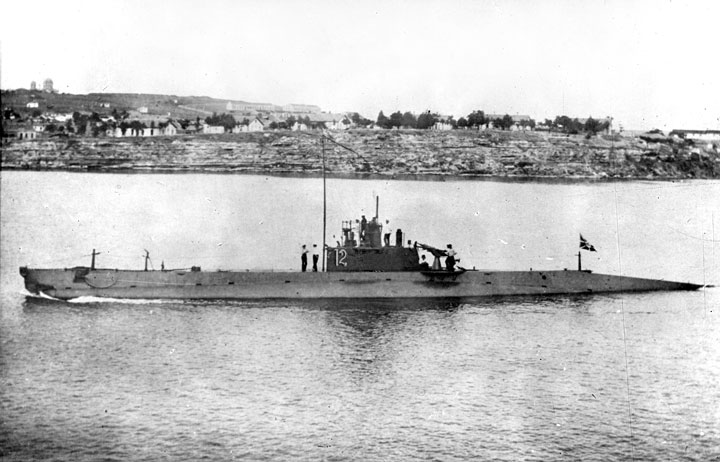
«Шахтёр» в 1927—1934 годах

В январе 1930 года «Шахтёр» участвовал в учениях по наведению подводных лодок самолётами на надводную цель. 3 апреля 1930 года при возвращении из похода «Шахтёр» столкнулся с пароходом «Эльбрус». К 22 часам лодку при помощи «Эльбруса», эсминца и буксира отвели в базу, причём в процессе «Шахтёр» навалился на эсминец и проделал горизонтальным рулём дыру в его обшивке. Аварийный ремонт лодки на Севастопольском морском заводе занял три недели и включал восстановление разбитой крышки торпедного аппарата, ремонт форштевня и вертикального руля. В том же году «Шахтёр» совместно с подводной лодкой «Коммунист» нанёс визит в Стамбул.
С 3 февраля 1931 года в связи с началом службы подводных лодок типа «Декабрист» «Шахтёр» вместе с остальными лодками типа «АГ» переформирован в состав 2-го дивизиона подводных лодок. В ноябре-декабре 1931 года дивизион совершил учебный поход вдоль восточного побережья Чёрного моря.
Летом 1932 года «Шахтёр» использовался для подготовки начальников отряда подводного плавания, в 1932-33 годах лодка прошла очередной капитальный ремонт, но 15 июня 1933 года в подводном положении на глубине 10 метров столкнулась с банкой, повредила винт, одну из цистерн главного балласта, получила трещину в прочном корпусе, и до 1934 года отправилась в аварийный ремонт.
15 сентября 1934 года переименована в А-1. С 1936 года 2-й дивизион переформирован в 21-й дивизион 2-й бригады подводных лодок с базированием на Каборгу.
В 1938 году А-1 села на мель, была снята с большим трудом. После 1938 года А-1 получила 45-мм орудие 21-К вместо «Гочкиса». С апреля 1939 года 21-й дивизион лодок типа «А» переформирован в 24-й дивизион с базированием на Севастополь.

### Служба в годы Второй мировой войны
В сентябре 1939 года А-1 вышла в море по боевому расписанию в связи с началом войны между Нацистской Германией и Польшей и её союзниками. 25 декабря 1939 года А-1 столкнулась с подводной лодкой М-55, повредившей в результате свой винт. В феврале 1940 года из-за обрыва якоря села на мель, снялась самостоятельно. В июле того же года производившую учебную атаку подводную лодку А-1 таранил эсминец «Бодрый» — вахтенный офицер эсминца принял перископ за вражеский. Лодка встала в ремонт для восстановления перископа.
К началу Великой Отечественной войны А-1, как и остальные лодки данного типа, входила в состав 6-го дивизиона 6-го дивизиона 2-й бригады подводных лодок Черноморского флота, базировавшемся на Поти. Лодка находилась в Севастополе, с июня находясь в капитальном ремонте. В августе 1941 года из-за отсутствия аккумуляторов законсервирована в разобранном состоянии, в течение последующего года неоднократно повреждалась в результате артиллерийских и авиационных обстрелов. 26 июня 1942 года при оставлении осаждённого Севастополя взорвана своим экипажем, затонула, 13 июля 1942 года исключена из состава флота. В марте-апреле 1945 года поднята, не восстанавливалась, была передана в Отдел фондового имущества для разделки на металл.

## Командиры
- 1917—1918: А. И. Камлюхин — в период строительства, Российский императорский флот
- 1919—1920: Ю. В. Соловьёв — в период строительства, Белый флот
- 1920: А. А. Иконников
- 1920—1921: Ю. В. Пуаре
- 1922: А. А. Асямолов
- 1922—1923: Н. П. Иванов
- 1923—1925: В. П. Рахмин
- 1925—1927: В. С. Сурин
- 1928: Б. С. Сластников
- 1928—1929: К. К. Немирович-Данченко
- 1929—1931: Е. А. Воеводин
- 1931: Н. К. Моралев
- 1931—1932: К. М. Кузнецов
- 1932—1933: А. Ф. Кулагин
- 1933—1935: А. М. Ирбэ
- 1935—1938: Н. Д. Новиков
- 1938—1940: Н. Г. Моргун
- 1940—1941: И. И. Бородавский
- февраль — ноябрь 1941: С. А. Цуриков
- ноябрь 1941 — июнь 1942: Б. С. Буянский — помощник командира, и. о.